# Sheshonq VI
Sheshonq VI va ser el faraó successor de Petubastis I a Tebes, la capital religiosa de l'antic Egipte, a la zona de l'Alt Egipte. Segon o tercer faraó (sembla que el segon faraó, Iuput I, fill i co-regent de Petubastis I, va desaparèixer abans d'heretar el poder del seu pare) de la dinastia XXIII de l'antic Egipte.
Abans del 1993, aquest faraó era anomenat Sheshonq IV, però des de la confirmació de l'existència del faraó de la dinastia XXII Sheshonq IV, aquest faraó es reanomenà Shoshenq VI.